# Torneo ATP de Dallas
El Torneo de Dallas (oficialmente Dallas Open) es un torneo oficial de tenis masculino de la ATP que se celebra en Dallas, Estados Unidos. Se celebra desde el año 2022 y se juega sobre pista dura bajo techo. Hasta el año 2024 el torneo pertenecia al circuito ATP 250, subiendo a categoría ATP 500 al año siguiente.

## Palmarés

### Individual masculino
| Año              | Campeón          | Subcampeón      | Resultado               |
| ---------------- | ---------------- | --------------- | ----------------------- |
| ↓ ATP Tour 250 ↓ |                  |                 |                         |
| 2022             | Reilly Opelka    | Jenson Brooksby | 7-6(5), 7-6(3)          |
| 2023             | Yibing Wu        | John Isner      | 6-7(4), 7-6(3), 7-6(12) |
| 2024             | Tommy Paul       | Marcos Giron    | 7-6(3), 5-7, 6-3        |
| ↓ ATP Tour 500 ↓ |                  |                 |                         |
| 2025             | Denis Shapovalov | Casper Ruud     | 7-6(5), 6-3             |

### Dobles masculino
| Año              | Campeones                         | Subcampeones                      | Resultado           |
| ---------------- | --------------------------------- | --------------------------------- | ------------------- |
| ↓ ATP Tour 250 ↓ |                                   |                                   |                     |
| 2022             | Marcelo Arévalo Jean-Julien Rojer | Lloyd Glasspool Harri Heliövaara  | 7-6(4), 6-4         |
| 2023             | Jamie Murray Michael Venus        | Nathaniel Lammons Jackson Withrow | 1-6, 7-6(4), [10-7] |
| 2024             | Max Purcell Jordan Thompson       | William Blumberg Rinky Hijikata   | 6-4, 2-6, [10-8]    |
| ↓ ATP Tour 500 ↓ |                                   |                                   |                     |
| 2025             | Christian Harrison Evan King      | Ariel Behar Robert Galloway       | 7-6(4), 7-6(4)      |